# Pierre Pruvost (géologue)
Pour les articles homonymes, voir Pierre Pruvost et Pruvost.
Pierre Pruvost, né le 1er août 1890 à Raismes (Nord) et mort le 5 juin 1967 à Paris, est un professeur de géologie houillère et doyen de la faculté des sciences de Lille puis professeur à la Sorbonne. Il est le premier dès 1930 à concevoir le concept de subsidence.

## Biographie
Il commence sa carrière en tant qu'aide-préparateur de minéralogie à la Faculté des sciences de Lille dans le laboratoire de Charles Barrois. Il soutient sa thèse en  1919. Il est maître de conférences, puis professeur de géologie à partir de 1922. Il fonde  l’Institut de la houille en 1931. Il est le doyen de la faculté des sciences de l'Université de Lille de 1943 à 1950. À partir de 1950 il est professeur de géologie à la Sorbonne.
Il est le président de la Société géologique du Nord en 1924 puis de la Société géologique de France en 1948. En 1963 il est en même temps président de la Société géologique de France et de la Société française de Minéralogie et Cristallographie. Il devient membre de l'Académie des sciences en 1954.